# Hoài niệm
Hoài niệm là một cảm xúc liên quan đến sự khao khát những gì thuộc về quá khứ và thường là lý tưởng hóa những điều đó.
Nostalgia là sự luyến tiếc quá khứ, lòng nhớ quê hương, nỗi nhớ nhà khi không còn ở đó nữa.

## Lịch sử
Nostalgia được sử dụng như một dấu hiệu bệnh lý được nhắc đến lần đầu năm 1688 bởi một sinh viên y khoa người Thụy Sĩ tên là Johannes Hofer (1669-1752). Tên căn bệnh này xuất phát từ tiếng Hy Lạp, nostos có nghĩa là trở về quê hương, còn algos có nghĩa là nỗi đau, niềm khao khát. Từ giữa thế kỉ 17 đến cuối thế kỉ 19, tuỳ theo từng nước, căn bệnh này có những tên khác nhau, như ở Pháp thì là mal du pays (nhớ nhà, nỗi đau quê hương), ở Đức thì là heimweh (vết thương vì quê nhà) còn ở Tây Ban Nha thì là mal de corazón (nhói trong tim). Nói chung, nó dùng để chỉ "nỗi đau khổ của bệnh nhân vì vừa mong muốn trở về quê hương, lại vừa sợ rằng sẽ chẳng bao giờ còn được nhìn thấy nơi đó".
Tuy vậy, hiện nay nostalgia hay "hoài niệm" thường được hiểu là một cảm xúc của con người tiếc nuối về những sự vật, sự việc thuộc về quá khứ, còn để chỉ dấu hiệu bệnh lý ban đầu do Hofer nêu ra, người ta thường dùng cụm từ homesickness (nhớ nhà).

## Dấu hiệu
Căn bệnh này khá nguy hiểm vì có thể gây chết người, đặc biệt là với những người lính phải chiến đấu xa nhà, cách chữa trị những người này thường là cho họ giải ngũ và trở về quê hương. Năm 1787, Robert Hamilton (1749-1830) đã mô tả chi tiết một ca mắc bệnh này và được chữa trị rất hiệu quả:
"Năm 1781 khi làm việc trong các trại lính vùng Tinmouth phía Bắc nước Anh, tôi đã gặp một bệnh nhân, một anh lính trơn chỉ vừa gia nhập trung đoàn. Anh ta mới nhập ngũ được vài tháng, còn trẻ, đẹp trai và được huấn luyện cẩn thận, tuy nhiên vẻ mặt lại luôn thiểu não và quầng mắt thì luôn trũng sâu đầy vẻ đau khổ. Anh ta than phiền rằng mình đau nhức toàn thân, tuy nhiên lại chẳng có một vết đau nào cụ thể cả, thêm vào đó là những tiếng ù ù hay xuất hiện bên tai và những cơn nhức đầu chóng mặt luôn xảy ra. Vì chỉ có rất ít triệu chứng cho thấy anh ta mắc một loại sốt nào đó, nên tôi thực sự không chắc chắn về nguồn gốc ca bệnh này. Vài tuần trôi qua mà chỉ có rất ít tiến triển, ngoại trừ việc anh ta ngày càng gầy đi vì biếng ăn và thiếu vận động. Anh ta được tăng cường thuốc điều trị, kể cả rượu vang anh ta cũng được phép uống, nhưng có vẻ như mọi biện pháp đều vô hiệu. Sau 3 tháng ở bệnh viện, anh ta ngày một héo mòn và trông chẳng khác gì một bệnh nhân ở giai đoạn cuối. Một lần, như thường lệ, tôi hỏi y tá về bệnh nhân của mình, cô y tá đã đặc biệt chú ý tới việc anh ta có những ý niệm rất mạnh mẽ trong đầu về gia đình và bạn bè. Tất cả những gì anh ta nói đều là về chủ đề này. Triệu chứng này tôi chưa từng được nghe tới trước đó. Tôi bèn tới ngay chỗ anh ta và gợi ý về chủ đề này, lập tức anh ta rất sốt sắng tóm tắt nó, và tôi phát hiện ra rằng cái đề tài này đã ám ảnh anh ta rất lớn. Sau đó, anh ta thiết tha hỏi tôi rằng có thể giúp anh ta trở về nhà được không. Tôi đã phải chỉ ra cho anh ta thấy rằng anh ta đang gầy yếu thế nào và không thể chịu nổi một chuyến hành trình dài như vậy (anh ta là người xứ Wales), tôi hứa với anh ta rằng nếu anh ta chịu khó chữa bệnh, chỉ trong vòng 6 tuần anh ta sẽ được về nhà. Anh ta hồi sinh rất nhanh sau đó, cảm giác thèm ăn trở lại, và chỉ chưa đầy một tuần, những dấu hiệu phục hồi đã xuất hiện."
Các ca bệnh này, đôi khi còn được cho là có thể lây từ người này sang người khác, thường ít gặp hơn ở những đội quân đang chiến thắng và rất hay gặp ở những đội quân đang thất bại. Từ khoảng năm 1850, nostalgia không còn mang nghĩa là một căn bệnh mà thường chỉ được coi như một triệu chứng hoặc một dấu hiệu bệnh lý, nó trở thành một dạng của bệnh u uất tinh thần và có thể dẫn tới tự tử.
Hiện nay nostalgia được dùng không chỉ còn với nghĩa hẹp là một biểu hiện bệnh lý, mà nó được coi như một cảm xúc có ở bất cứ người bình thường nào. Nostalgia thường được gắn với những ký ức về thời thơ ấu đáng yêu, một trò chơi hoặc một hoạt động nào đó, những điều này thường đi cùng với một người cụ thể, hoặc một kỉ vật cá nhân được trân trọng. Các nghiên cứu cho thấy rất nhiều người tin rằng nhiều năm hoặc nhiều thập kỉ trước đó, mọi người tốt đẹp hơn chính họ của hiện tại, và rằng họ đã có một cuộc sống đầy đủ hơn trong quá khứ, dù rằng thực tế không phải hoàn toàn như vậy. Niềm tin này rất tiêu biểu cho cái gọi là nostalgia, hay "những ngày xưa tươi đẹp", nhiều bộ phim, chương trình truyền hình và các sản phẩm văn hóa khác đã được làm về đề tài này.
Nostalgia không còn là một được coi là một bệnh nữa, nhưng nó có thể dẫn đến những triệu chứng bệnh lý như cảm thấy cổ họng hoặc/và lồng ngực như bị nén chặt lại, đau ở vùng lõm thượng vị và cuối cùng là cảm giác hoang mang tuyệt vọng.